# Tradycyjna medycyna chińska

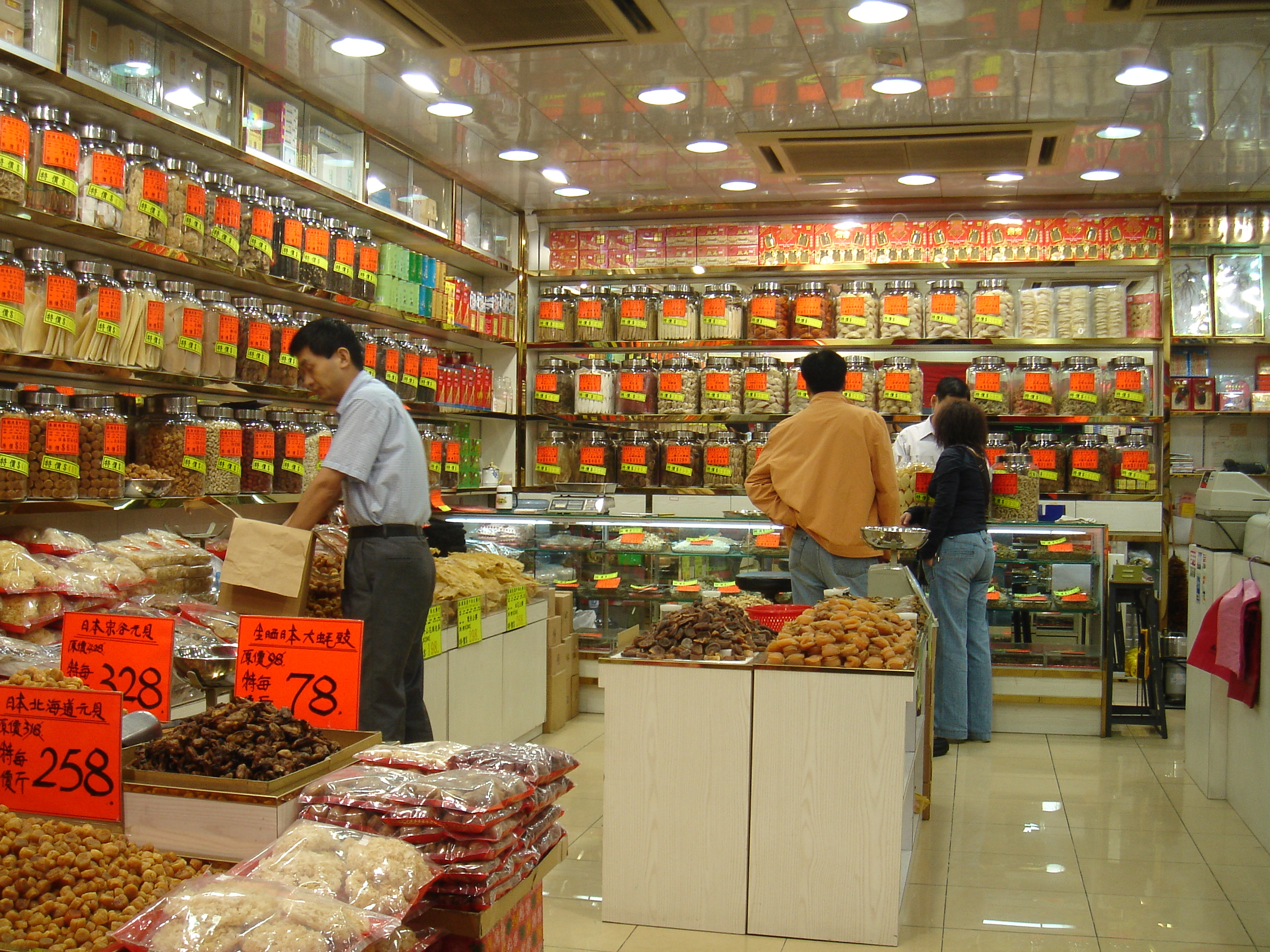
Tradycyjne chińskie lekarstwa i suszone produkty w Tsim Sha Tsui w Hongkongu

Tradycyjna medycyna chińska (chiń. upr. 中医; chiń. trad. 中醫; pinyin Zhōngyī) – styl medycyny tradycyjnej powstały na fundamentach ponad 2500-letniej chińskiej tradycji praktyk medycznych, zawiera różne formy medycyny ziołowej, akupunkturę, masaże, ćwiczenia Qigong i terapie dietetyczne, a ostatnio także wpływy medycyny konwencjonalnej. Tradycyjna medycyna chińska jest szeroko stosowana w Chinach (gdzie od dawna stanowi standard usług medycznych), ale staje się coraz bardziej powszechna w Europie i Ameryce Północnej (jako uzupełniająca medycyna alternatywna).
Jednym z głównych założeń tradycyjnej medycyny chińskiej jest to, że energia witalna ciała (chiń. upr. 气; chiń. trad. 氣; pinyin Qì) krąży przez kanały zwane meridianami, które mają rozgałęzienia powiązane z różnymi organami ciała. Koncepcja ciała i choroby używana w tradycyjnej medycynie chińskiej ma starożytne podstawy i kładzie nacisk na procesy dynamiczne nad strukturą materiałową, w czym podobna jest do europejskiej teorii humoralnej. Badania naukowe nie znalazły histologicznych ani fizjologicznych dowodów na koncepcje tradycyjnej medycyny chińskiej, takich jak qi, meridiany, czy punkty akupunktury.
Teoria tradycyjnej medycyny chińskiej nie jest oparta na wiedzy naukowej, ponadto osoby praktykujące jej metody nie zgadzają się ze sobą co do sposobów diagnozy i leczenia. Efektywność chińskiej medycyny ziołowej jest słabo przebadana i udokumentowana. Istnieją obawy odnośnie do ilości potencjalnie toksycznych roślin, części zwierząt i minerałów w środkach medycyny chińskiej, np. kwas arystolochowy występujący w wielu ziołach tradycyjnej medycyny chińskiej został powiązany z chorobami nerek i różnymi odmianami raka. Poza tym istnieją obawy odnośnie do nielegalnego handlu i transportu zagrożonych gatunków, takich jak nosorożce i tygrysy, oraz traktowania specjalnie hodowanych do tych celów zwierząt, np. niedźwiedzi. Analiza kosztów-efektywności wykazała, że badania w tradycyjnej medycynie chińskiej mają niski poziom dowodowy i dotychczas nie wykazały korzystnych wyników. Prowadzone są badania farmaceutyczne nad potencjalnym użyciem środków tradycyjnej medycyny chińskiej w nowych lekach, z małą ilością pozytywnych rezultatów. Artykuł wstępny w czasopiśmie „Nature” opisał tradycyjną medycynę chińską jako powiązaną z pseudonauką i stwierdził, że większość jej zabiegów nie ma logicznego mechanizmu działania. Zwolennicy tradycyjnej medycyny chińskiej twierdzą, że badania jak do tej pory nie odkryły najważniejszych cech tej medycyny, takich jak nieznane interakcje pomiędzy różnymi składnikami i skomplikowanymi systemami biologicznymi. W 2019 roku również WHO uznało tradycyjną medycynę chińską za naukę.

## Historia

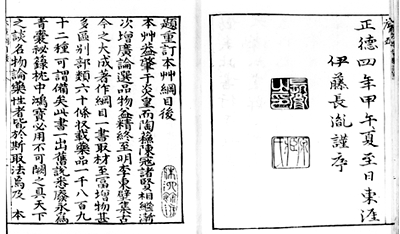
Kompendium „Materia Medica” napisane przez Li Shizhena (1518–1593) podczas trwania dynastii Ming w Chinach. Wydanie z 1593 roku.

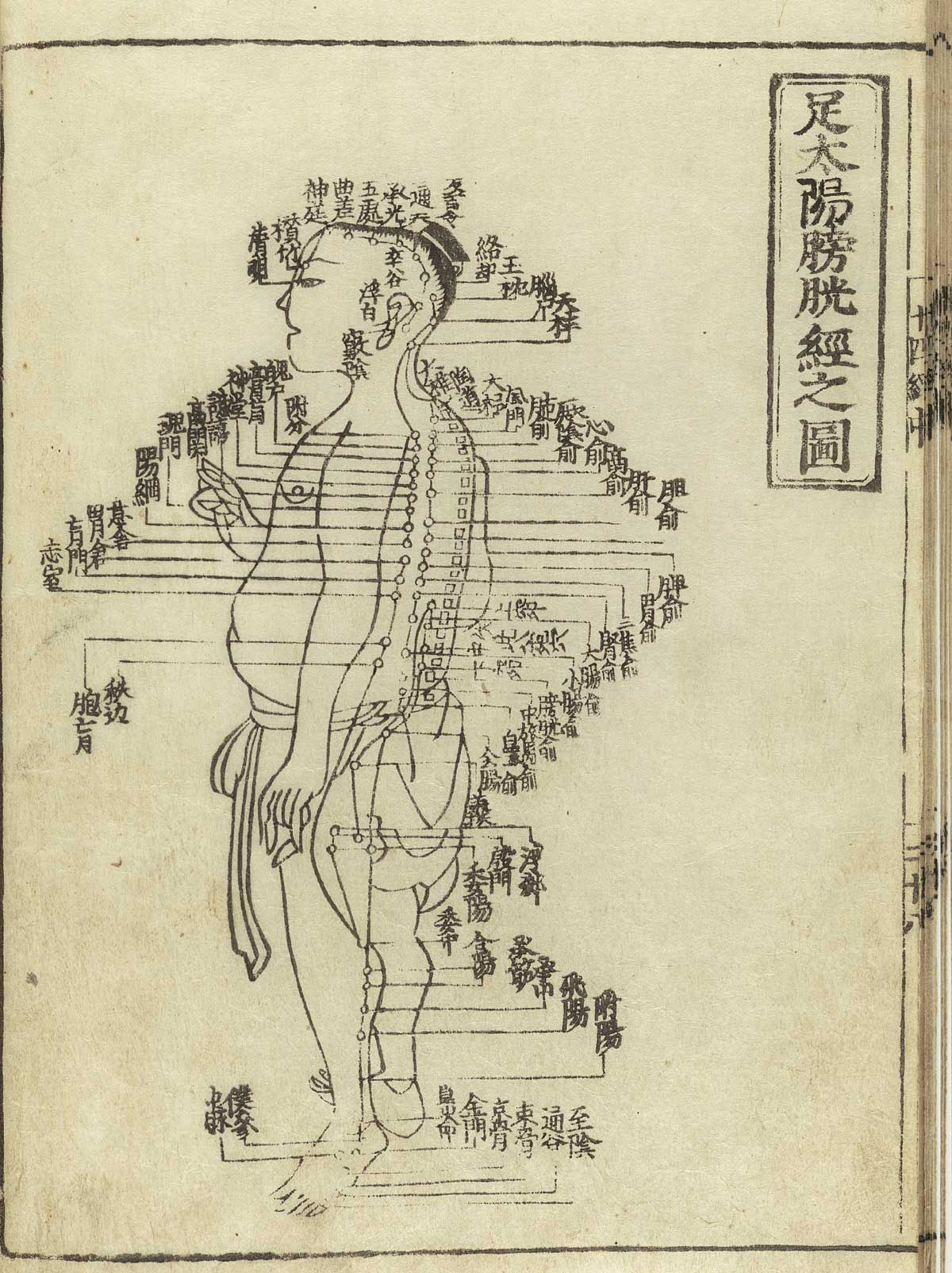
Szkic do akupunktury z ok. 1340 roku, za dynastii Yuan

Doktryny tradycyjnej medycyny chińskiej są zakorzenione w książkach takich jak Kanon medycyny Żółtego Cesarza i Traktat o uderzeniach zimna, jak również przez pojęcia kosmologiczne np. yin i yang, czy wu xing. Począwszy od lat 50. XX wieku, zostały te pojęcia ustandaryzowane łącznie z pojęciami anatomii i patologii. Od tego czasu tradycyjna medycyna chińska zaczęła być promowana przez rząd chiński.

## Anatomia i diagnostyka
Poglądy tradycyjnej medycyny chińskiej na ciało ludzkie kładzie mały nacisk na strukturę anatomiczną, a większy na identyfikację jednostek funkcjonalnych (które regulują trawienie, oddychanie, starzenie się itp.). Zdrowie postrzegane jest jako harmonijna interakcja między tymi jednostkami i światem zewnętrznym, choroba zaś interpretowana jest jako dysharmonia w interakcjach. Diagnoza w tradycyjnej medycynie chińskiej ma na celu wykrycie symptomów dysharmonii przez pomiar pulsu, badania języka, skóry i oczu, a także przez obserwowanie m.in. snu i nawyków żywieniowych osoby.